# Pays du Haut-Léon
Le Haut-Léon, (Gorre Leon en breton) est un pays traditionnel de Bretagne. Ce pays est situé à l'est du Léon et au centre-nord l'actuel département du Finistère. 
Le Haut-Léon s'étend de Landerneau, à Pleyber-Christ en passant par Landivisiau avec pour ville principale Saint-Pol-de-Léon,.